# Roland Paul
Roland Paul (* 3. Februar 1951 in Landstuhl; † 24. Juni 2023 in Homburg) war ein deutscher Historiker und Volkskundler.

## Leben
Roland Paul wuchs in der westpfälzischen Gemeinde Steinwenden auf und besuchte Schulen in Landstuhl und Kaiserslautern. Ab 1971 studierte er zunächst an der Erziehungswissenschaftlichen Hochschule Rheinland-Pfalz (EWH) in Landau  die Fächer Deutsch, Geschichte und Soziologie und schloss das Studium mit dem Staatsexamen für den Schuldienst ab. Im Anschluss studierte er an der Johannes Gutenberg-Universität Mainz Deutsche Volkskunde und Geschichte. Nach dem 2. Staatsexamen im Jahre 1978 arbeitete Paul zunächst als wissenschaftlicher Mitarbeiter an der Heimatstelle Pfalz in Kaiserslautern, die später in Institut für pfälzische Geschichte und Volkskunde umbenannt wurde. Als Direktor dieses Instituts mit der Pfalzbibliothek ging er 2016 in den Ruhestand.
Paul, der in Kaiserslautern und Steinwenden lebte, war wiederholt Gastdozent an der Kutztown University in Pennsylvania. Er starb am 24. Juni 2023 im Alter von 72 Jahren.

## Wirken
Seit 1980 lassen sich neben seinen Monographien und Herausgaben über 250 Aufsätze in Büchern und Zeitschriften zählen, die hauptsächlich das Ergebnis seiner Geschichtsforschung darstellen. Schwerpunkt der Forschungen waren geschichtliche Sachverhalte aus der Region mit dem Hauptaugenmerk auf den pfälzischen Ein- und Auswanderungsbewegungen, die Geschichte der pfälzischen Juden, der pfälzischen Volkskunde, der Hausforschung und der Denkmalpflege in der Pfalz.
Ein besonderer Schwerpunkt seiner Arbeiten war die Vermittlung historischer Sachverhalte für die breitere Öffentlichkeit durch Vorträge und Zeitungsbeiträge. Dazu unternahm er zahlreiche Reisen in die Zielländer pfälzischer Auswanderer (Brasilien, Rumänien, Irland, USA), um dort auf Einladung bei historischen und genealogischen Vereinen und Familientreffen Vorträge über Aspekte der pfälzischen Auswanderung zu halten.
Im November 2016 erschien in der Bild-Zeitung ein kleiner Beitrag von ihm über Friedrich Trump, den aus Kallstadt in der Pfalz ausgewanderten Großvater Donald Trumps. Der Beitrag stieß international auf großes Interesse in Medien wie CNN. Die Lebensgeschichte Friedrich Trumps und auch seine gescheiterte Rückkehr und Ausweisung im Jahre 1905, die nach der Wahl seines Enkels zum US-Präsidenten im Zentrum des Interesses stand, war zuvor in englischer Sprache in dem Buch The Trumps. Three Generations that Built an Empire von Gwenda Blair ausführlich dargestellt worden.

## Ehrenämter
- Mitglied der Landessynode der Evangelischen Kirche der Pfalz[2]
- Vorsitzender der Bezirksgruppe Kaiserslautern im Historischen Verein der Pfalz[11]
- Ausschussmitglied im Historischen Verein der Pfalz
- Vorstandsmitglied im Verein für Pfälzische Kirchengeschichte[12]
- Mitglied des Deutsch-Pennsylvanischen Arbeitskreises
- Mitglied der Pfälzischen Gesellschaft zur Förderung der Wissenschaften[13]
- Vorsitzender im Verein Pfälzisch-Rheinische Familienkunde[2]

## Ehrungen
- 2016 Hermann-Sinsheimer-Plakette der Stadt Freinsheim

## Werke (Auswahl)

### Aufsätze
- Der Amerika-Auswanderer Friedrich Trump aus Kallstadt und das Scheitern seiner Rückwanderung. In: Pfälzer Heimat. Band 67, 2016, S. 15–21.

### Buchpublikationen
- 1683–1983. 300 Jahre Auswanderung Pfalz-Nordamerika (= Informationen der Landeszentrale für politische Bildung Rheinland-Pfalz). Mainz 1983.
- (gemeinsam mit Klaus Fischer und Wolfgang Knapp): Pfalz Card. Museen in Stadt, Dorf & Landschaft. Bad Dürkheim 1999.
- (gemeinsam mit Dieter Zenglein): Quirnbach. Beiträge zur Ortsgeschichte. Festschrift zur 850-Jahrfeier der Gemeinde. Kusel 2002.[14]
- (gemeinsam mit Alfred Schwerin): Von Dachau bis Basel. Erinnerungen eines jüdischen Pfälzers an die Jahre 1938 bis 1940. Kaiserslautern 2003, ISBN 978-3-927754-45-4.
- (gemeinsam mit Thomas Christmann): Weltersbach. Streifzüge durch die Ortsgeschichte, herausgegeben von der Gemeinde Steinwenden. Kaiserslautern 2006.[15]
- „Hier lebt es sich viel besser wie in Deutschland“. Briefe pfälzischer Auswanderer aus Nordamerika (1733–1899). Kaiserslautern 2008.[16]
- „Hier hat man ein viel besseres Leben wie in Deutschland“. Briefe pfälzischer Auswanderer aus Nordamerika (1733–1899). Kaiserslautern 2009, ISBN 978-3-927754-65-2.
- Die nach Gurs deportierten pfälzischen Juden. Eine Dokumentation. Kaiserslautern 2010.[17]

### Herausgaben
- 800 Jahre Steinwenden – 550 Jahre Weltersbach. Beiträge zur Ortsgeschichte. Mackenbach 1980.
- 300 Jahre Pfälzer in Amerika – 300 Years Palatines in America. Landau 1983, ISBN 978-3-87629-038-6.
- (gemeinsam mit Friedrich Keller und Erich Brill): 600 Jahre Nanzdietschweiler. Beiträge zur Ortskunde. Homburg/Saarpfalz 1983.
- 1000 Jahre Obermohr. Beiträge zur Ortskunde. 1990.
- (gemeinsam mit Bernhard Gerlach): Kaiserslauterer Juden als Opfer der Verfolgung in der Nazizeit. 1938–1945. Kaiserslautern 1990.
- (gemeinsam mit Werner Schwartz, Karl Scherer und Werner Seeling): Protestantisch-Evangelisch-Christlich. Werden und Profil unserer pfälzischen Kirche. Katalog zu der Ausstellung zum 175-jährigen Jubiläum der pfälzischen Kirchenunion 1818–1993.
- (gemeinsam mit Karl-Friedrich Geißler und Jürgen Müller): Das Große Pfalzbuch. 7., völlig überarbeitete Auflage. Landau 1995, ISBN 978-3-87629-299-1.
- (gemeinsam mit Karl Scherer): Pfälzer in Amerika – Palatines in America. Kaiserslautern 1995, ISBN 978-3-927754-29-4.
- Willi Alwens: Das weiße Kreuz im Bienwald und der Schaidter Revierförster Johann Wilhelm Alwens (1787–1854). Kaiserslautern 1996.
- (gemeinsam mit Karl Scherer und Otfried K. Linde): Psychiatrie im Nationalsozialismus. Die Heil- und Pflegeanstalt Klingenmünster 1933–1945. Kaiserslautern 1999, ISBN 978-3-927754-34-8.
- (gemeinsam mit Nikolaus Götz und Dieter Müller): Die Schernau. Von der Arbeiterkolonie zu den Alten-, Pflege- und Übergangsheimen. Martinshöhe 1999.
- (gemeinsam mit Werner Kremp): Die Auswanderung nach Nordamerika aus den Regionen des heutigen Rheinland-Pfalz. (= Atlantische Texte, herausgegeben von der Atlantischen Akademie Rheinland-Pfalz e. V., Bd. 16). Trier 2002, ISBN 978-3-88476-511-1.
- (gemeinsam mit Jürgen Keddigkeit, Jens Stöcker und Alexander Thon): Vestigiis Historiae Palatinae. Festschrift für Karl Scherer zum 65. Geburtstag. Kaiserslautern 2002, ISBN 978-3-927754-49-2.
- (gemeinsam mit Bernhard Schäfer und Karl-Heinz Ott): 150 Jahre protestantische Kirche Steinwenden. Herberge auf dem Weg zum Reich Gottes. Steinwenden 2003, ISBN 978-3-935030-06-9.
- (gemeinsam mit Klaus Freckmann, Hartmut Hofrichter und Burghart Schmidt): Historische Häuser in den ländlichen Regionen der Pfalz. (Beiträge zur pfälzischen Volkskunde, herausgegeben vom Institut für pfälzische Geschichte und Volkskunde, Bd. 11, und Schriftenreihe zur Dendrochronologie und Bauforschung, Bd. 5), Kaiserslautern 2005, ISBN 978-3-89445-358-9.
- (gemeinsam mit Werner Kremp und Helmut Schmahl): Pfälzer in Amerika (= Atlantische Texte, herausgegeben von der Atlantischen Akademie Rheinland-Pfalz e. V., Bd. 33). Trier 2010, ISBN 978-3-86821-224-2.
- (gemeinsam mit Barbara Schuttpelz): Kaiserslauterer Jahrbuch für pfälzische Geschichte und Volkskunde. Bd. 12, (Festschrift für Jürgen Keddigkeit zum 65. Geburtstag), Kaiserslautern 2012.